# Digimortal (альбом)
| Оценки критиков     | Оценки критиков  |
| Источник            | Оценка           |
| ------------------- | ---------------- |
| AllMusic            | [ 6 ]            |
| Blabbermouth        | [ 7 ]            |
| Chronicles of Chaos | [ 8 ]            |
| Drowned in Sound    | [ 9 ]            |
| Q                   | 05/2001(стр.108) |
| Rolling Stone       | (+)              |

Digimortal — четвёртый студийный альбом метал группы Fear Factory, выпущенный 24 апреля 2001 года лейблом Roadrunner Records. Этот концептуальный альбом является финальной частью истории Obsolete и Demanufacture о противостоянии людей и машин. Digimortal стал последним альбомом в составе Fear Factory для гитариста Дино Касареса, вернувшегося в группу лишь в 2009 году.
В феврале 2000 года Fear Factory впервые сообщили о начале работы над Digimortal. Тексты песен ещё не были написаны, и группа решила отойти от своего типичного подхода записи, смягчив звук. Было объявлено, что новый альбом не будет концептуальным, как предыдущие два, что в итоге было опровергнуто.
Digimortal получился гораздо мелодичнее, чем предыдущие записи группы как в музыкальном плане, так и в вокальном.
Популярная песня «Linchpin» изначально называлась «Lynchpin» и была в дальнейшем включена в сборник The Best of Fear Factory.

## Список композиций
| №                   | Название                         | Длительность |
| ------------------- | -------------------------------- | ------------ |
| 1.                  | «What Will Become?»              | 3:24         |
| 2.                  | «Damaged»                        | 3:03         |
| 3.                  | «Digimortal»                     | 3:04         |
| 4.                  | «No One»                         | 3:37         |
| 5.                  | «Linchpin»                       | 3:25         |
| 6.                  | «Invisible Wounds (Dark Bodies)» | 3:54         |
| 7.                  | «Acres of Skin»                  | 3:55         |
| 8.                  | «Back the Fuck Up» (ft. B-Real)  | 3:10         |
| 9.                  | «Byte Block»                     | 5:21         |
| 10.                 | «Hurt Conveyor»                  | 3:42         |
| 11.                 | «(Memory Imprints) Never End»    | 6:48         |
| Общая длительность: | Общая длительность:              | 43:20        |

| №   | Название                | Длительность |
| --- | ----------------------- | ------------ |
| 12. | «Dead Man Walking»      | 3:16         |
| 13. | «Strain Vs. Resistance» | 3:25         |
| 14. | «Repentance»            | 2:40         |
| 15. | «Full Metal Contact»    | 2:28         |

## Участники записи
- Бертон Белл − вокал
- Дино Касарес − гитара, микширование
- Раймонд Эррера − ударные
- Кристиан Волберс — бас-гитара